# Luddvial
Luddvial (Lathyrus hirsutus) är en ört i släktet vialer i familjen ärtväxter. 